# Sylke Enders
Pour les articles homonymes, voir Enders.
Sylke Enders, née en 1965, est une cinéaste allemande.

## Biographie
Sylke Enders est née et a grandi dans le Brandebourg, d’abord à Brandebourg-sur-la-Havel, puis à Kleinmachnow jusqu’à son baccalauréat. De 1983 à 1987, elle étudie la sociologie à l’Université Humboldt de Berlin. Elle pratique d’abord le cinéma en amateur et mène à bien divers projets de scénarios, de vidéos et de films en Super 8.
Après l'échec de ses candidatures aux écoles de cinéma, elle étudie la communication à l’Académie des arts de Berlin. Elle accumule les expériences cinématographiques, comme scripte ou comme assistante-réalisatrice. Elle obtient en 1995 un premier soutien du Festival de Hambourg pour un film de divertissement, Dita meets Rita. Elle étudie ensuite, de 1996 à 2000, la réalisation à l’Académie allemande du film et de la télévision de Berlin (Deutsche Film- und Fernsehakademie Berlin, DFFB).
C’est grâce au soutien du Comité du jeune cinéma allemand (Kuratorium junger deutscher Film), obtenu en 2003, qu’elle réalise son film Mondkalbe, sorti en 2007.
Avec d’autres réalisateurs de la nouvelle génération (Fatih Akin, Wolfgang Becker, Dominik Graf, Romuald Karmakar, Nicolette Krebitz, Isabelle Stever, Hans Steinbichler, Tom Tykwer), Sylke Enders participe au projet d’un état des lieux cinématographique de l’Allemagne à l’automne 2008, intitulé Fragments d'Allemagne.
Sylke Enders vit et travaille à Berlin.

## Filmographie
- Nur aus Liebe (1996), script
- Auszeit (court-métrage, 1997)
- Hund mit t (court-métrage, 1998), réalisation
- Immer mir (court-métrage, 2001), production, scénario, réalisation, montage
- Polizeiruf 110 – Angst (2001), script
- Kroko (2002), scénario, réalisation
- Hab mich lieb! (2003), scénario, réalisation (film de fin d’études à la DFFB)
- Schlitten auf schwarzem Schnee (TV, 2005), scénario, réalisation
- Mondkalb (2007), scénario, réalisation
- Fragments d'Allemagne (2009)
- Geliebtes Kind (2012), réalisation
- Du bist dran (2013), scénario, réalisation
- Schlamassel (2023), réalisation